# 85. ročník udílení Oscarů
85. ročník udílení Oscarů se konal 24. února 2013 v Dolby Theatre (dříve Kodak Theatre) v Hollywoodu, Los Angeles. Nominace byly vyhlášeny herečkou Emmou Stoneovou 10. ledna. Galavečerem provázel Seth MacFarlane. Nejvíce nominací posbíraly filmy Lincoln (12) a Pí a jeho život (11). Druhý jmenovaný snímek získal nejvíc cen a to čtyři, včetně Oscara pro nejlepší režii.

## Nominace

### Nejlepší film
- Argo – producenti Grant Heslov, Ben Affleck a George Clooney
- Bídníci – producenti Tim Bevan, Eric Fellner, Debra Hayward a Cameron Mackintosh
- Divoká stvoření jižních krajin – producenti Dan Janvey, Josh Penn a Michael Gottwald
- Láska
- Lincoln – producenti Steven Spielberg a Kathleen Kennedy
- Nespoutaný Django – producenti Stacey Sher, Reginald Hudlin a Pilar Savone
- Pí a jeho život – producenti Gil Netter, Ang Lee a David Womark
- Terapie láskou – producenti Donna Gigliotti, Bruce Cohen a Jonathan Gordon
- 30 minut po půlnoci – producenti Mark Boal, Kathryn Bigelow a Megan Ellison

### Nejlepší režie
- Ang Lee – Pí a jeho život
- Benh Zeitlin – Divoká stvoření jižních krajin
- David O. Russell – Terapie láskou
- Michael Haneke – Láska
- Steven Spielberg – Lincoln

### Nejlepší herec v hlavní roli
- Daniel Day-Lewis – Lincoln
- Bradley Cooper – Terapie láskou
- Denzel Washington – Let
- Hugh Jackman – Bídníci
- Joaquin Phoenix – Mistr

### Nejlepší herec ve vedlejší roli
- Christoph Waltz – Nespoutaný Django
- Alan Arkin – Argo
- Philip Seymour Hoffman – Mistr
- Robert De Niro – Terapie láskou
- Tommy Lee Jones – Lincoln

### Nejlepší herečka v hlavní roli
- Jennifer Lawrenceová – Terapie láskou
- Emmanuelle Riva – Láska
- Jessica Chastainová – 30 minut po půlnoci
- Naomi Wattsová – Nic nás nerozdělí
- Quvenzhané Wales – Divoká stvoření jižních krajin

### Nejlepší herečka ve vedlejší roli
- Anne Hathawayová – Bídníci
- Amy Adams – Mistr
- Helen Hunt – Sezení
- Jacki Weaver – Terapie láskou
- Sally Fieldová – Lincoln

### Nejlepší adaptovaný scénář
- Argo – Chris Terrio
- Divoká stvoření jižních krajin – Lucy Alibar a Benh Zeitlin
- Lincoln – Tony Kushner
- Pí a jeho život – David Magee
- Terapie láskou – David O. Russell

### Nejlepší původní scénář
- Nespoutaný Django – Quentin Tarantino
- Až vyjde měsíc – Wes Anderson & Roman Coppola
- Láska – Michael Haneke
- Let – John Gatins
- 30 minut po půlnoci – Mark Boal

### Nejlepší cizojazyčný film
- Láska – režie Michael Haneke (Liebe, Rakousko)
- Kon-Tiki – režie Joachim Rønning, Espen Sandberg (Kon-Tiki, Norsko)
- Královská aféra – režie Nikolaj Arcel (En Kongelig Affære, Dánsko)
- No – režie Pablo Larraín (No, Chile)
- Malá čarodějka – režie Kim Nguyen (Rebelle, Kanada)

### Nejlepší animovaný film
- Rebelka – režie Mark Andrews a Brenda Chapman
- Frankenweenie: Domácí mazlíček – režie Tim Burton
- Norman a duchové – režie Sam Fell a Chris Butler
- Piráti! – režie Peter Lord
- Raubíř Ralf – režie Rich Moore

### Nejlepší výprava
- Lincoln – Vedoucí výpravy Rick Carter, dekorace Jim Erickson
- Anna Karenina – Vedoucí výpravy Sarah Greenwood, dekorace Katie Spencer
- Bídníci – Vedoucí výpravy Eve Stewart, dekorace Anna Lynch-Robinson
- Hobit: Neočekávaná cesta – Vedoucí výpravy Dan Hennah, dekorace Ra Vincent a Simon Bright
- Pí a jeho život – Vedoucí výpravy David Gropman, dekorace Anna Pinnock

### Nejlepší kostýmy
- Anna Karenina – Jacqueline Durran
- Bídníci – Paco Delgado
- Lincoln – Joanna Johnston
- Sněhurka – Eiko Ishioka
- Sněhurka a lovec – Colleen Atwood

### Nejlepší masky
- Bídníci – Lisa Westcott a Julie Dartnell
- Hitchcock – Howard Berger, Peter Montagna a Martin Samuel
- Hobit: Neočekávaná cesta – Peter Swords King, Rick Findlater a Tami Lane

### Nejlepší kamera
- Pí a jeho život – Claudio Miranda
- Anna Karenina – Seamus McGarvey
- Lincoln – Janusz Kamiński
- Nespoutaný Django – Robert Richardson
- Skyfall – Roger Deakins

### Nejlepší hudba
- Pí a jeho život – Mychael Danna
- Anna Karenina – Dario Marianelli
- Argo – Alexandre Desplat
- Lincoln – John Williams
- Skyfall – Thomas Newman

### Nejlepší píseň
- „Skyfall“ – Skyfall – hudba a text Adele Adkins a Paul Epworth
- „Before My Time“ – Hon za ledem – hudba a text J. Ralph
- „Everybody Needs A Best Frond“ – Méďa – hudba Walter Muchy, text Seth MacFarlane
- „Pi’s Lullaby“ – Pí a jeho život – hudba Mychael Danna, text Bombay Jayashri
- „Suddenly“ – Bídníci – hudba Claude-Michel Schönberg, text Herbert Kretzmer a Alain Boublil

### Nejlepší střih
- Argo – William Goldenberg
- Lincoln – Michael Kahn
- Pí a jeho život – Tim Squyres
- Terapie láskou – Jay Cassidy a Crispin Struthers
- 30 minut po půlnoci – Dylan Tichenor a William Goldenberg

### Nejlepší zvuk
- Bídníci – Andy Nelson, Mark Paterson a Simon Hayes
- Argo – John Reitz, Gregg Rudloff a Jose Antonio Garcia
- Lincoln – Andy Nelson, Gary Rydstrom a Ronald Judkins
- Pí a jeho život – Ron Bartlett, D.M. Hemphill a Drew Kunin
- Skyfall – Scott Millan, Greg P. Russell a Stuart Wilson

### Nejlepší střih zvuku
- Skyfall – Per Hallberg a Karen Baker Landers
- 30 minut po půlnoci – Paul N.J. Ottosson
- Argo – Erik Aadahl a Ethan Van der Ryn
- Nespoutaný Django – Wylie Stateman
- Pí a jeho život – Eugene Gearty a Philip Stockton

### Nejlepší vizuální efekty
- Pí a jeho život – Bill Westenhofer, Guillaume Rocheron, Erik-Jan De Boer a Donald R. Elliott
- Avengers – Janek Sirrs, Jeff White, Guy Williams a Dan Sudick
- Hobit: Neočekávaná cesta – Joe Letteri, Eric Saindon, David Clayton a R. Christopher White
- Prometheus – Richard Stammers, Trevor Wood, Charley Henley a Martin Hill
- Sněhurka a lovec – Cedric Nicolas-Troyan, Philip Brennan, Neil Corbould a Michael Dawson

### Nejlepší celovečerní dokumentární film
- Pátrání po Sugar Manovi – Malik Bendjelloul a Simon Chinn
- Pět rozbitých kamer – Emad Burnat a Guy Davidi
- Strážci
- Jak přežít mor
- Neviditelná válka

### Nejlepší krátký dokumentární film
- Inocente – Sean Fine a Andrea Nix Fine
- Kings Point – Sari Gilman a Jedd Wider
- Pondělky v Racine – Cynthia Wade a Robin Honan
- Open Heart – Kief Davidson a Cori Shepherd Stern
- Redemption – Jon Alpert a Matthew O'Neill

### Nejlepší krátký animovaný film
- Papíry – John Kahrs
- Adam a pes – Minkyu Lee
- Čerstvé guacamole – PES
- Head over Heels – Timothy Reckart a Fodhla Cronin O'Reilly
- Simpsonovi: Maggie zasahuje – David Silverman

### Nejlepší krátkometrážní hraný film
- Sophia a Richie – Shawn Christensen
- Asad – Bryan Buckley a Mino Jarjoura
- Buzkashi Boys – Sam French a Ariel Nasr
- Mrtvý stín – Tom Van Avermaet a Ellen De Waele
- Henry – Yan England